# Bocana silenusalis
Bocana silenusalis är en fjärilsart som beskrevs av Walker 1858. Bocana silenusalis ingår i släktet Bocana och familjen nattflyn. Inga underarter finns listade i Catalogue of Life.